# Coreses
Coreses és un municipi de la província de Zamora, a la comunitat autònoma de Castella i Lleó. Limita al nord amb Algodre i Gallegos del Pan, al sud-est amb Fresno de la Ribera, i al nord-oest amb Molacillos.

## Demografia
| 1991 | 1996 | 2001 | 2004 |
| ---- | ---- | ---- | ---- |
| 1337 | 1250 | 1224 | 1158 |